# منطقه ملت‌ها، ملیت‌ها و مردمان جنوبی
منطقه ملت‌ها، ملیت‌ها و مردمان جنوبی یا اقوام جنوبی (به لاتین: Southern Nations) یک منطقه در اتیوپی است که در جنوب غربی این کشور واقع شده‌است. اقوام جنوبی ۱۰۵٬۸۸۷٫۱۸ کیلومتر مربع مساحت و ۱۹٬۱۷۰٬۰۰۷ نفر جمعیت دارد.

## نگارخانه

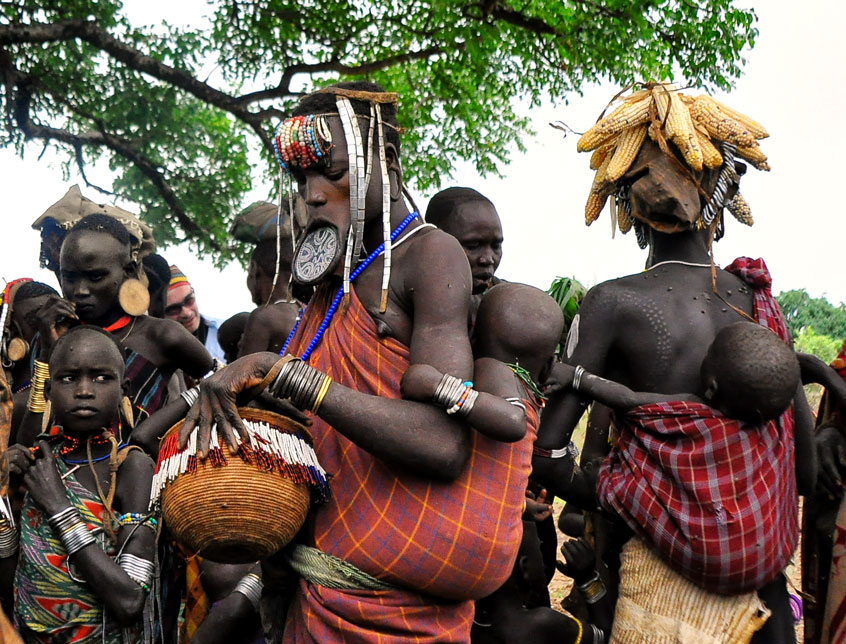
مردم مورسای
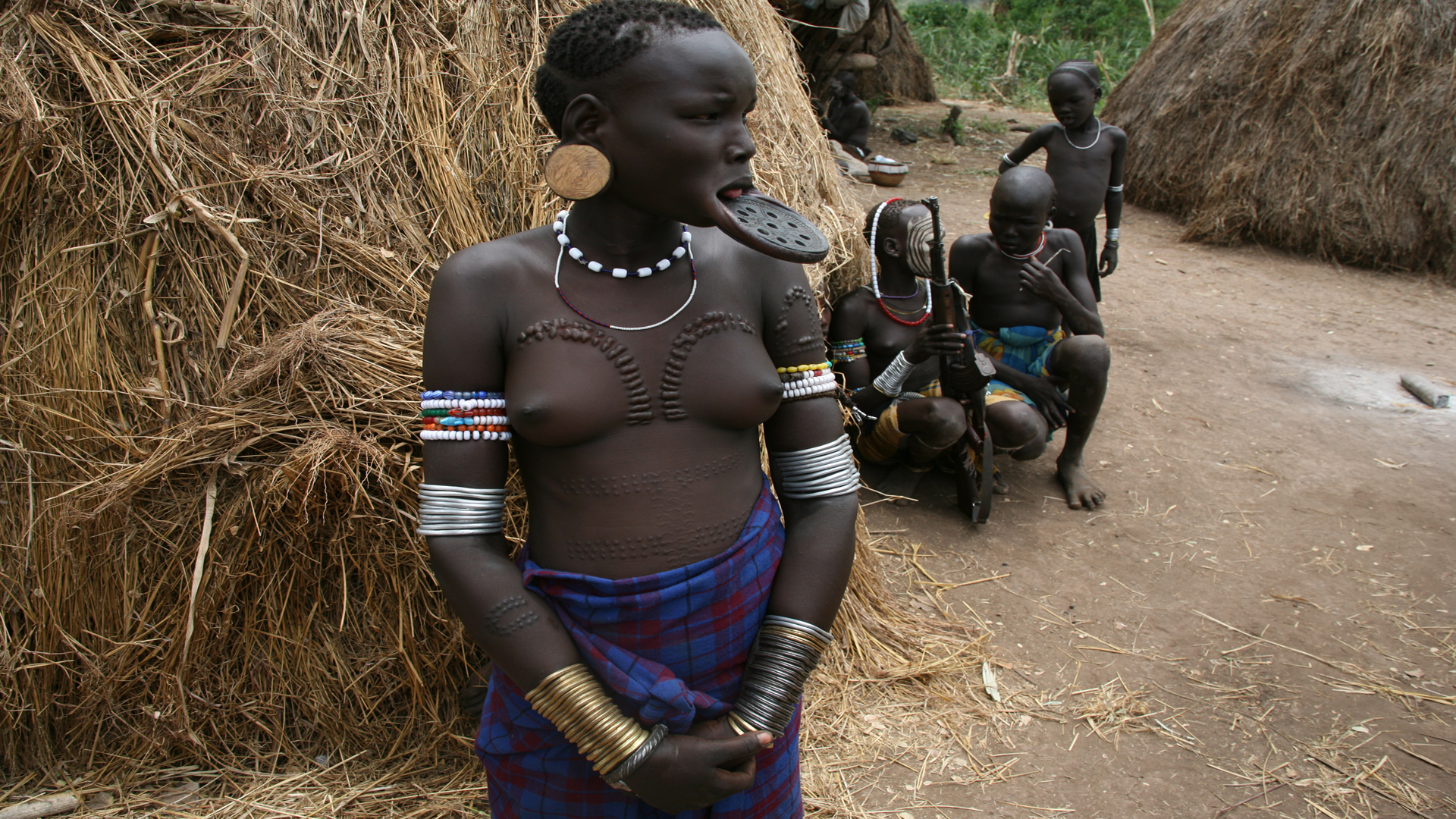
مردم سورما
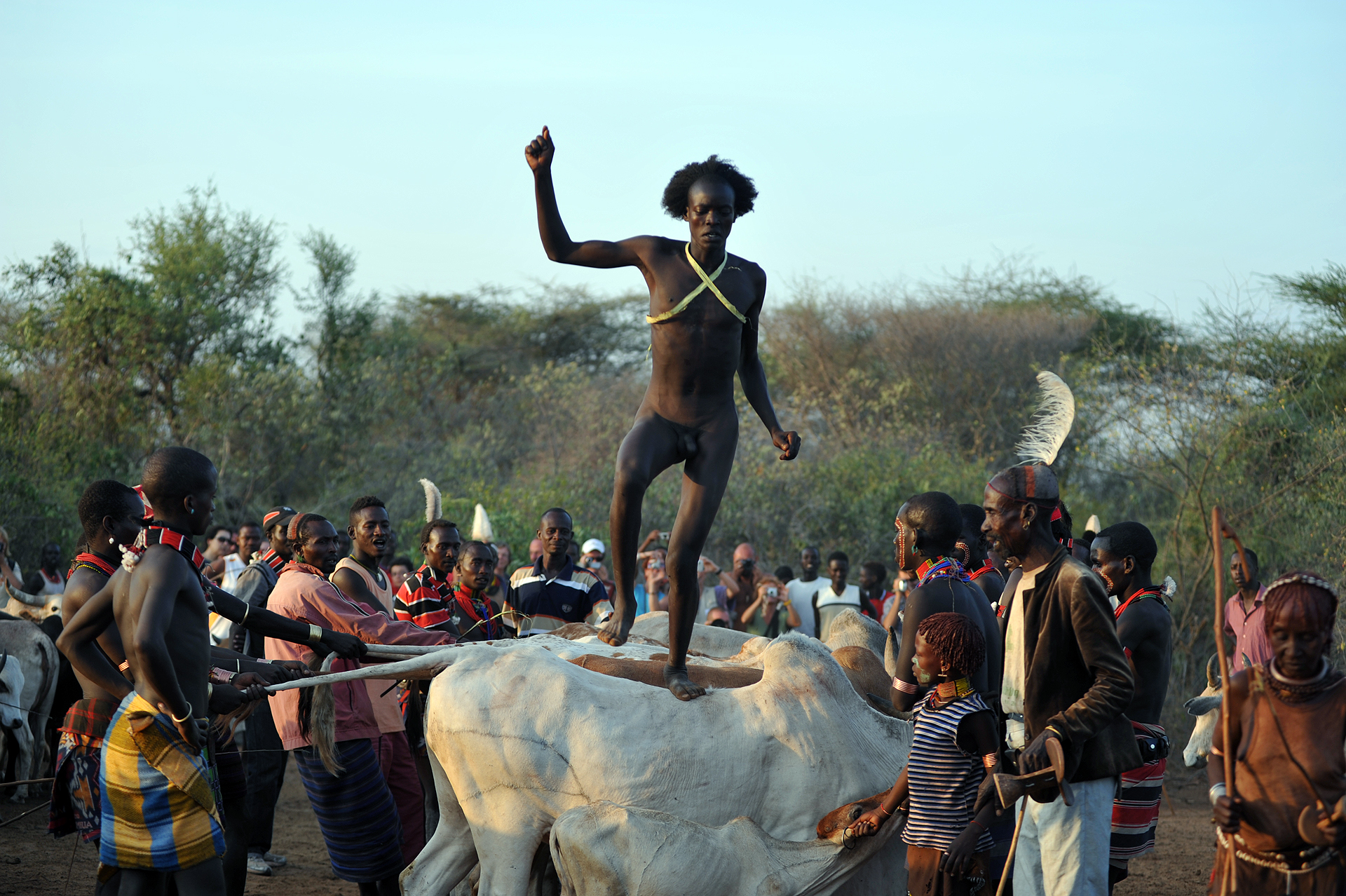
مردم حمار
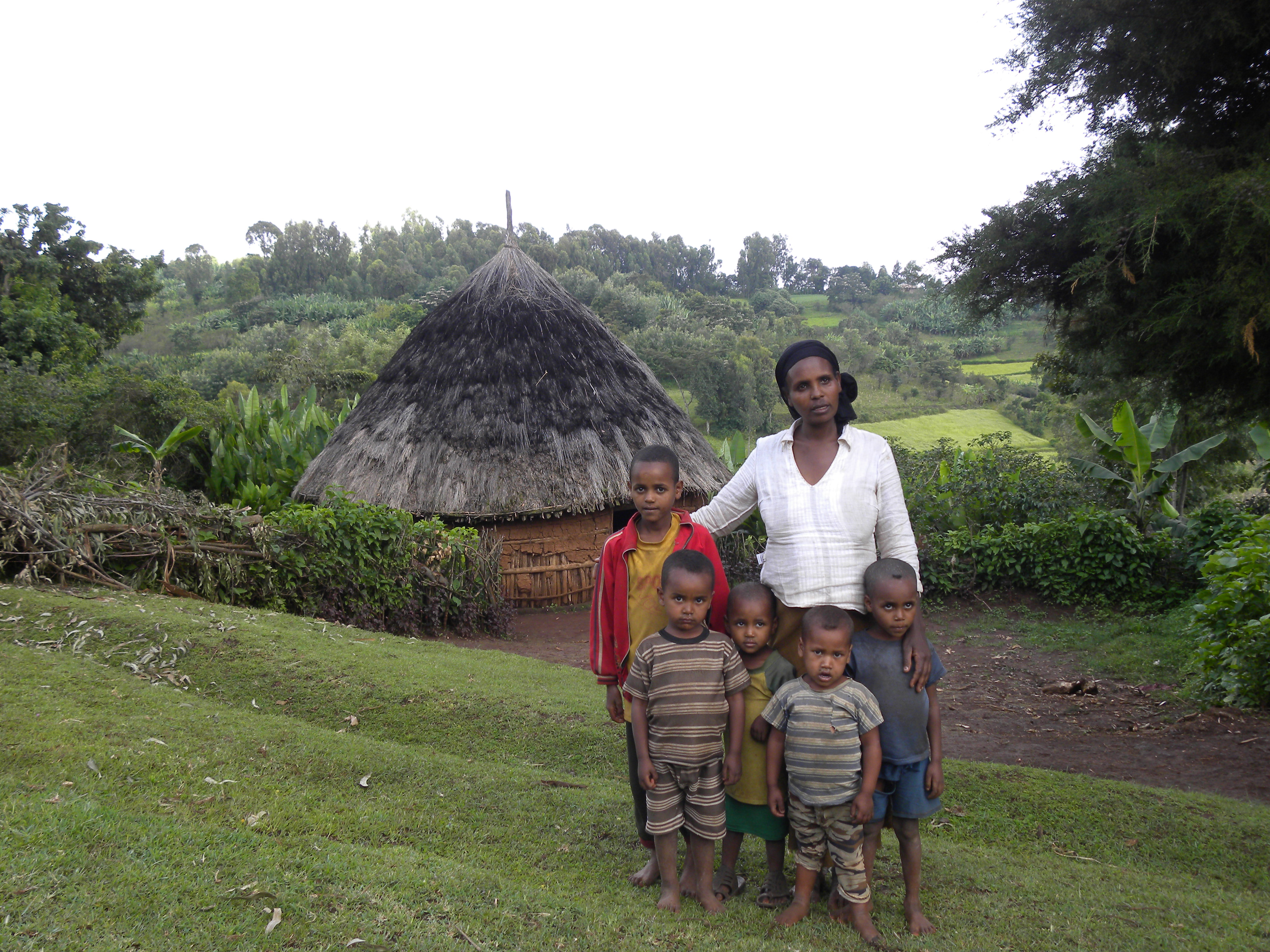
Kambaata people